# Oscar Cleve
Oscar Reinhold Cleve, född 19 mars 1906 i Göteborg, död 1991, var en svensk målare och tecknare. Han har bland annat gjort bilden Liten flicka ilar till veterinär med skadskjuten kråka, som inspirerat Mikael Wiehes sång "Flickan och kråkan".
Cleve växte upp i Landskrona, men flyttade på 1930-talet till Roslagen, byn Lindris, Häverö socken, Uppland. Som konstnär är han autodidakt och han debuterade med en utställning i Göteborg 1944[var?]. Året efter ställde han ut i Malmö och 1947 medverkade han på De ungas salong i Stockholm. Han tecknade för bland annat Folket i Bild, Grönköpings Veckoblad, Svenska Dagbladet och Dagens Nyheter. Han är representerad på Göteborgs konstmuseum  och Teckningsmuseet i Laholm.